# Герб Геническа
Герб Геническа символизирует расположение города на берегу Азовского моря.
Два осетра на щите означают что в Геническ очень силен культурой рыболовства. Маяк тоже является символом морского города. 
Колосья обрамляющие нижнюю часть герба означают сельскохозяйственную направленность района. Плодородные таврийские приазовские степи есть гордостью и богатством района.
Дата 1784 это официальная дата основания города. Обосновывается она упоминанием в указе российской царицы о блокаде близ Еничи, тогдашнего названия Геническа. Хотя местными краеведами уже установлено что родословная города намного старше и уходит к древнегреческим колониям.
В 2022 году российскими оккупационными властями города используется свой герб. Описание герба гласит:
На лазоревом поле серебряный факел с золотым пламенем. По обе стороны противопоставлены осётры. Щит увенчан короной муниципального округа.

Герб, используемый российскими оккупационными властями